# いしおか恋瀬姫
いしおか恋瀬姫（いしおかこいせひめ）は、茨城県石岡市のご当地キャラクターである。2009年に石岡商工会議所のマスコットキャラクターとして誕生し、2015年には石岡市の公認マスコットキャラクターになった。アニメ調の乙女姿から、"萌えキャラ"と呼ばれる。

## プロフィール
- 属性

超自然的な存在。
- 性別

女性
- 年齢

16歳
- 誕生日

7月7日
- 性格

困っている人を放っておけない。恋する人の悩みに敏感。
- 衣装・小物

十二単を纏い、頭に野薔薇をあしらった「大地と恵みの釵子 (さいし)」という髪飾りをつける。桧扇を持つ。
- キャッチフレーズ

石岡の歴史と恋瀬川流域の豊かな自然より生まれた美しい乙女 手にする扇で恋の願いをかなえます!—石岡商工会議所、いしおか恋瀬姫物語 p2

## 誕生
"いしおか恋瀬姫"は石岡商工会議所青年部設立30周年を記念した、"萌えキャラ"による地域おこしの企画から生まれた。奈良時代に国分寺が設置された地である石岡の歴史と市内を流れる恋瀬川から青年部メンバーがイメージを醸成、それを基にイラストレーターの和馬村政にデザイン化が発注され、2009年3月に姫のイラストが発表された。
6月13日には姫のお披露目イベントとして、市内の結婚式場にて姫の纏うものと、お揃いのデザインで制作された十二単を使っての撮影会が行われ、翌月の「いしおか七夕まつり」ではPRキャラクターとして市民の前に登場した。
姫のイラストは、十二単を纏い、頭には茨城県の"茨城"の名のもとになった薔薇をあしらった釵子（髪飾り）を付けた奈良・平安風装束の乙女が、筑波山と恋瀬川を背景に浮かんでいる、というものである。また姫には、恋の願いを叶える力があるとされ、それを果たすための道具である桧扇を持った姿で描かれている。
絵柄はアニメ調で、"萌えキャラ"として報道、認知されている。

## 展開
姫の著作権は石岡商工会議所が買い取っており、また、同所によって2009年7月17日に"いしおか恋瀬姫"が商標出願され、2010年6月4日に商標登録（登録番号：第5327043号）されている。姫のイラスト使用は石岡商工会議所への申請制とし、使用許可した場合の使用料等は無料であった。
2015年10月4日の石岡市と旧八郷町との合併10周年記念式典において"いしおか恋瀬姫"を含む3点が市公認マスコットキャラクターとなることが発表された。無料使用措置は姫が市の公認マスコットキャラクターとなり、申請窓口が市になった以降も継続されている。
姫の活用例としては姫のイラストを商品のパッケージとして使用したり、イベント等でのPRに活用したり、姫の「恋の願いを叶える」という特性を活用した2次創作的な展開がある。個々の事例については下に列挙した。
石岡市は中心市街地活性化法に基づく中心市街地活性化基本計画を策定、2009年12月に国に認定され、2009年12月から2015年11月の計画期間で中心市街地活性化の為の事業を展開した。この事業の一つに"「いしおか恋瀬姫」ブランド事業"というものがある。この事業は石岡の逸品を"いしおか恋瀬姫"という統一のブランドで展開し、商品価値の向上とイメージの定着を計ろうととしたものであり、この事業の元、姫の商標登録化、グッズ等の商品化、ノベライズがなされた。
また、茨城県の行った"平成27年度商店街活性化コンペ事業"において、"恋瀬姫de街おこし"と銘打った姫を活用した街おこし事業が優秀プランとして選ばれ、この事業の元、後述の『いしおか恋瀬姫音頭』を踊りながら商店街のPR動画が作成するなどされている。
このように石岡市の商工関係者により商品のPR素材や地域の活性化の核として活用されている姫であり、2015年発表の茨城県中小企業診断士協会のレポートでは石岡市では姫に比肩する認知度を持ったキャラクターは無いと分析している。しかし同時に同レポートでは、姫の姿は1枚のイラストのみであり（2015年2月現在）、活用は画一的な展開になっている、とも分析している 。
活用事例
- オリジナルグッズ

石岡商工会議所により次のグッズが制作され、石岡商工会議所で販売されている。
名刺、ミニタオル、クリアファイル、ストラップ、あぶらとり紙、ステッカー
- プレミアム付き商品券の絵柄として

2009年8月に石岡市としては初めて発売のプレミアム付き商品券の絵柄として登場し、また、この商品券購入者には姫の携帯電話ストラップがプレゼントされた。姫の絵柄は2009年以降に発売されたプレミアム付き商品券でも採用されている。
- 商品のパッケージの絵柄として

- 米-商品名「恋瀬姫の舞」[24][25][26]
- 日本酒-商品名「純米酒いしおか恋瀬姫ブルー」「本醸造いしおか恋瀬姫ピンク」[27]
- 菓子-商品名「ばら美人」（ローズヒップ入り揚げ餅）[28]

- ノベライズ

2011年に石岡商工会議所は、姫に恋の願いを叶えてもらうストーリーを持ったノベライズ作品の公募を行った。応募作品の審査を石岡市出身の折原みとらが審査にあたり、選ばれた優秀作が2012年4月に『いしおか恋瀬姫物語 恋愛成就の姫が叶える恋物語十編』として発行された。応募作には、話の中に石岡市の自然、観光名所などを必ず一つは入れることを求めており、石岡商工会議所のホームページでは作品の舞台となった場所を「石岡の恋愛成就スポット」として紹介している 。
- コミカライズ

姫が現代の高校生の恋物語に登場する漫画『恋瀬姫 ～ふたりのさやかとの物語～』が2014年に作成され、漫画投稿サイト「マンガごっちゃ」に投稿された。
- 楽曲化

- 『いしおか恋瀬姫音頭』

姫をイメージした楽曲として『いしおか恋瀬姫音頭』が作成され、2014年の"いしおか七夕まつり"で初披露された。また、この音頭に併せて商店街の従業員が踊るPR動画が作成・公開された。
- 『いしおか恋瀬姫サンバ』

『いしおか恋瀬姫サンバ』というサンバが作られ、これに併せて自由に踊るダンスコンテストが茨城県中小企業診断士協会主催で2014年から2015年にかけて開催された。

## 掲載図書
- ご当地キャラクター図鑑制作委員会『日本全国ご当地キャラクター図鑑 2』新紀元社、2009年11月7日、48頁。ISBN 9784775307649。
- 『萌えコレ! 日本縦断!萌えキャラ&萌えおこし（サンエイムック）』三栄書房、2011年1月30日、62-63頁。ISBN 9784779611193。